# شهرداری مارنئولی

شهرداری مارنئولی

شهرداری مارنئولی (گرجی: მარნეულის მუნიციპალიტეტი، ترکی آذربایجانی: Marneuli Bələdiyyəsi) یکی از شهرداری‌های کشور گرجستان در ناحیه کومو کارتلی است. مرکز اداری آن مارنئولی است.

## جغرافیا
شهرداری مارنئولی در جنوب شرقی کشور گرجستان و در نزدیکی مرز با کشورهای جمهوری آذربایجان و ارمنستان جای دارد. مساحت این ناحیه ۹۳۵ کیلومتر مربع است و بیشتر بخش‌های آن در دشت مارنئولی و در ارتفاعی میان ۳۵۰ تا ۶۰۰ متر بالاتر از سطح آب‌های آزاد جای دارند. بلندترین نقطه این ناحیه کوه قراداغ به ارتفاع ۱۴۱۶ متر است.

## تقسیمات اداری
شهرداری مارنئولی از ۲ شهر (مارنئولی و شاهومیانی) و ۷۲ روستا تشکیل شده است. بزرگترین روستاها ساداخلو و کیزیل-آجلو هستند. در ۵۱ روستا بیشتر جمعیت از آذری‌های گرجستان، در ۱۱ روستا بیشتر جمعیت از مردم ارمنی، در ۸ روستا بیشتر جمعیت از مردم گرجی و در ۱ روستا بیشتر مردم از یونانی‌ها هستند.

## جمعیت‌شناسی
بر اساس سرشماری‌های اداره آمار گرجستان در آغاز سال ۲۰۰۹ میلادی، جمعیت شهرداری مارنئولی ۱۲۳۵۰۰ نفر بود که ۲.۸٪ از کل جمعیت گرجستان را شامل می‌شد و ۴۹.۴٪ از ساکنان مرد و ۵۰.۶٪ از ساکنان زن بودند. بر اساس سرشماری در سال ۲۰۰۲، آذری‌ها با ۸۳.۱٪ بیشترین جمعیت را داشتند؛ همچنین مردم گرجی ۸٪ و مردم ارمنی ۷.۹٪ جمعیت را تشکیل می‌دادند.

## اقتصاد
پس از فروپاشی اتحاد جماهیر شوروی سوسیالیستی اقتصاد مارنئولی به‌مانند دیگر مناطق کشور وخیم شد. سیاست‌های اقتصادی اتحاد جماهیر شوروی، افرادی را در صنایعی به کار می‌گرفت که نمی‌توانستند از رقابت در بازار آزاد جان سالم به در ببرند و صنعتی‌شدن را در مناطقی که متعلق به آن نبود تشویق می‌کردند. اکنون شهرداری مارنئولی دارای شمار فراوانی کارخانه‌های آلوده و رها شده است که بقایای سیاست‌های اقتصادی اتحاد جماهیر شوروی است. در حال حاضر شهرداری مارنئولی به عنوان یک منطقه حاصلخیز برای کشاورزی شناخته می‌شود. در سال ۲۰۰۶ شهرداری مارنئولی ۷۸٪ تنباکو، ۱۱٪ سبزیجات و ۴٪ گوشت گرجستان را تامین می‌کرد. بزرگترین شرکت و کارفرمای شهرداری مارنئولی، شرکت غذایی مارنئولی است که تولیدکننده انواع مواد خوراکی از جمله ترشی و سس گوجه فرنگی است.

## فرهنگ
در حال حاضر در شهرداری مارنئولی ۸۷ مدرسه آموزش متوسطه دولتی، مدرسه غیردولتی متوسطه، ۴ کالج، ۴ موسسه آموزش عالی (دانشگاه)، ۶۷ کتابخانه، ۲ تئاتر، ۲ موزه و ۱ شبکه تلویزیونی در حال فعالیت است.